# 山沢晴雄
山沢 晴雄（やまざわ はるお、1924年2月6日 - 2013年1月31日）は日本の小説家、推理作家。

## 人物
大阪市生まれ。旧制大阪府立北野第二中学卒。大阪市役所水道局に勤務。
1951年、『宝石』二十万円懸賞短篇コンクールに応募した「砧最初の事件」「仮面」（「扉」の原型作品）が『別冊宝石』に掲載されデビュー。「仮面」は同コンクールで佳作に選出された。その後も『宝石』で行われた懸賞に応募し「銀智慧の輪」が第一席、「死の黙劇」が佳作に選出されている。
『宝石』『幻影城』などの雑誌に短編を発表し、主に鮎川哲也が編集したアンソロジーに収録された。長らく天城一らとともに、単著のない大ベテランとして知られたが、天城に続いて、2007年（デビュー57年目）に初の作品集『離れた家 山沢晴雄傑作集』が刊行。同書は『ミステリが読みたい！ 2008年版』で4位、『このミステリーがすごい！ 2008年版』で6位、『2008本格ミステリ・ベスト10』で5位を獲得した。
2013年1月31日死去。
2022年には『ダミー・プロット 〈山沢晴雄セレクション〉』として長編小説が初めて公刊された。

## 著書
- 離れた家 山沢晴雄傑作集（日本評論社、2007年6月） - 編：日下三蔵
  - 収録作品：砧最初の事件 / 銀知恵の輪 / 死の黙劇 / 金知恵の輪 / 扉 / 神技 / 厄日 / 罠 / 宗歩忌 / 時計 / 離れた家
- 死の黙劇 〈山沢晴雄セレクション〉（創元推理文庫、2021年7月） - 編：戸田和光
  - 収録作品：砧最初の事件 / 死の黙劇 / 銀知恵の輪 / 金知恵の輪 / 見えない時間 / ふしぎな死体 / ロッカーの中の美人 / 密室の夜 / 京都発"あさしお7号"
- ダミー・プロット 〈山沢晴雄セレクション〉（創元推理文庫、2022年2月） - 編：戸田和光
  - 長編「ダミー・プロット」[4]に推理クイズ4篇、エッセイ3篇を併録。

## 作品

### 長編
- 悪の扉
- 砧自身の事件 ダミー・プロット
- 知恵の輪殺人事件
- 砧最後の事件 唄う白骨

### 短編
- 砧最初の事件（『別冊宝石』1951年12月号）
- 仮面（『別冊宝石』1951年12月号）
- 神技（『宝石』1952年4月号）
- 厄日（『別冊宝石』1952年6月号）
- 銀知恵の輪（『別冊宝石』1952年12月号） - 初出時のタイトルは「銀智慧の輪」
- 罠（『密室』8号、1953年6月）
- 死の黙劇（『別冊宝石』1953年12月号）
- 宗歩忌（『宝石』1954年6月号）
- ロッカーの中の美人（『デイリースポーツ』大阪本社版、1954年11月）
- 時計（『宝石』1955年6月号）
- 離れた家（『宝石』1963年7月増刊号）
- 電話（『幻影城』1976年11月号）
- 扉（『幻影城』1977年7月号）
- 密室の夜（『密室探求 第二集』講談社文庫、1984年1月）
- 京都発"あさしお7号"（『鮎川哲也と13の殺人列車』立風ノベルス、1989年7月）
- 砧未発表の事件（『本格推理1 新しい挑戦者たち』光文社文庫、1993年4月）
- ふしぎな死体（『砧順之介研究』第一集、1994年8月）
- 金知恵の輪（『本格推理8 悪夢の創造者たち』光文社文庫、1996年9月）
- 見えない時間（『本格推理14 密室の数学者たち』光文社文庫、1999年6月）
- 深夜の客（『ミステリ・オールスターズ』角川書店、2010年9月）